# Beaufortia micrantha
Beaufortia micrantha är en myrtenväxtart som beskrevs av Johannes Conrad Schauer. Beaufortia micrantha ingår i släktet Beaufortia och familjen myrtenväxter.

## Underarter
Arten delas in i följande underarter:
- B. m. micrantha
- B. m. puberula